# Çiçek Hatun
Çiçek Hatun (turco ottomano: چیچک خاتون, lett. "fiore" o "bocciolo"; circa 1442 – Il Cairo, 3 maggio 1498) è stata una concubina del sultano ottomano Mehmed II, e madre del pretendente al trono Şehzade Cem.

## Biografia
Çiçek nacque intorno al 1442. Le ipotesi sulle sue origini sono varie: le vengono attribuite origini serbe, greche, veneziane, francesi o turche. 
Catturata durante la caduta di Costantinopoli del 1453 ad opera di Mehmed II, entrò successivamente nel suo harem e ne divenne la concubina. Il 22 dicembre 1459 diede alla luce il suo unico figlio, Şehzade Cem. 
Nel 1474 Cem venne promosso governatore di Konya al posto del defunto fratellastro Mustafa e Çiçek lo seguì. 
Alla morte di Mehmed nel 1481 Cem tentò di prendere il trono, ma venne sconfitto dal suo fratellastro, il sultano Bayezid II. 
Cem, sua madre e i suoi figli dovettero chiedere ospitalità al sultano mamelucco dell'Egitto. Da qui, Cem tentò una seconda ribellione, ma fallì nuovamente e dovette fuggire con il figlio più piccolo, trovando riparo dai Cavalieri di Malta, i quali lo tennero come ospite in ostaggio per conto di Bayezid, mentre sua madre rimase in Egitto con il figlio maggiore di Cem, che venne assassinato dai loro ospiti e il suo cadavere consegnato a Bayezid. 
Çiçek si rivelò l'alleato più fedele di Cem e non smise d'intercedere per lui, anche se senza successo, perché venisse liberato dalla sua prigionia prima a Malta e poi in Italia. Si teneva in contatto con lui e supplicò la madre e la sorella del sultano d'Egitto, Qaytbay, di convincerlo a intervenire per liberare suo figlio e suo nipote. Pierre d'Aubusson, Gran Maestro di Malta, che controllava Cem, ingannò Çiçek convincendola a inviargli 20.000 monete d'oro per il riscatto del figlio. Cem morì avvelenato a Capua, nel Regno di Napoli, e il suo corpo consegnato a Bayezid. 
Çiçek morì a Il Cairo il 3 maggio 1498, di peste, e venne sepolta lì.

## Discendenza
Da Mehmed II, Çiçek ebbe un figlio:
- Şehzade Cem (Costantinopoli, 22 dicembre 1459 - Capua, 25 febbraio 1495). Autoproclamatosi Sultano Cem, aveva almeno tre figli e due figlie.

## Cultura di massa
Nella serie TV storica del 2013 Fatih, Çiçek Hatun è interpretata dall'attrice turca Gamze Özçelik. 